# Valle dell'Arrestra
La valle dell'Arrestra è la valle del torrente Arrestra, in Liguria, confine naturale tra le due cittadine di Cogoleto e Varazze e quindi tra la città metropolitana di Genova e la provincia di Savona.
Nel suo territorio sono presenti diverse cave.
Nel comune di Cogoleto lungo la valle Arrestra sorgono gli impianti sportivi tra cui lo stadio comunale "Giovanni Maggio" e diverse attività industriali.